# Distretto di Darzab
Il distretto di Darzab è un distretto dell'Afghanistan appartenente alla provincia dello Jowzjan. Viene stimata una popolazione di 23 906 abitanti (stima 2016-17).